# House of Blues Entertainment
Pour les articles homonymes, voir HOB.
House of Blues Entertainment, Inc. (HOB) est une société américaine de restaurants spécialisée dans les concerts blues. À l'origine, la société est financée par Dan Aykroyd, James Belushi, Aerosmith, l'Université Harvard, River Phoenix et Paul Shaffer.
Les salles de la House of Blues sont situées à Cleveland, Myrtle Beach, Chicago, La Nouvelle-Orléans, West Hollywood, San Diego, Dallas, Las Vegas, Atlantic City, Disneyland Resort ou encore Walt Disney World Resort.

## Histoire
La première House of Blues ouvre ses portes le 26 novembre 1992 dans le quartier commercial de Harvard Square à Cambridge, dans le Massachusetts, en tant que salle de concert et restaurant. La société est financée par Dan Aykroyd, Aerosmith, Paul Shaffer, River Phoenix, Jim Belushi et l'université Harvard, entre autres. Cet établissement ferme ses portes en 2003, la société cherchant un lieu plus grand à Boston. Cependant, l'entrée en béton où les membres des Blues Brothers et d'autres ont laissé leur marque est toujours là. Aykroyd est toujours associé à la marque et assiste à la plupart des ouvertures, se produisant en tant que moitié des Blues Brothers.
En 1993, House of Blues lance une organisation à but non lucratif 501(c)(3) appelée International House of Blues Foundation, qui propose des programmes artistiques, des ressources et des instruments de musique pour les jeunes. La Music Forward Foundation continue de fournir des services aux jeunes et génère plus de 20 millions de dollars de soutien pour ces programmes en plus de 20 ans d'existence. Toujours en 1993, l'émission syndiquée The House of Blues Radio Hour est lancée en partenariat avec CBS Radio Hour. L'émission est animée par Aykroyd, dans le personnage d'Elwood Blues, et se concentre sur l'histoire de la musique blues et les artistes contemporains qui honorent la forme d'art. Son dernier épisode a été diffusé en juillet 2017.
En 2005, HOB est le deuxième promoteur de concerts mondial avec 11 clubs sous le label House of Blues et 14 salles dont elle est soit le propriétaire, soit le promoteur exclusif. HOB coproduit aussi avec Ben Manilla Productions l'émission de radio hebdomadaire de Elwood Blues (alias Dan Aykroyd) House of Blues Radio Hour qui est distribuée par United Stations Radio Networks et diffusée par 180 radios locales aux États-Unis. En juillet de la même année, House of Blues est rachetée par Live Nation, une des plus grandes sociétés mondiales de spectacle ; le 13 août, le chanteur Tom Waits a donné un concert de 18 chansons, à Cleveland.

## Salles

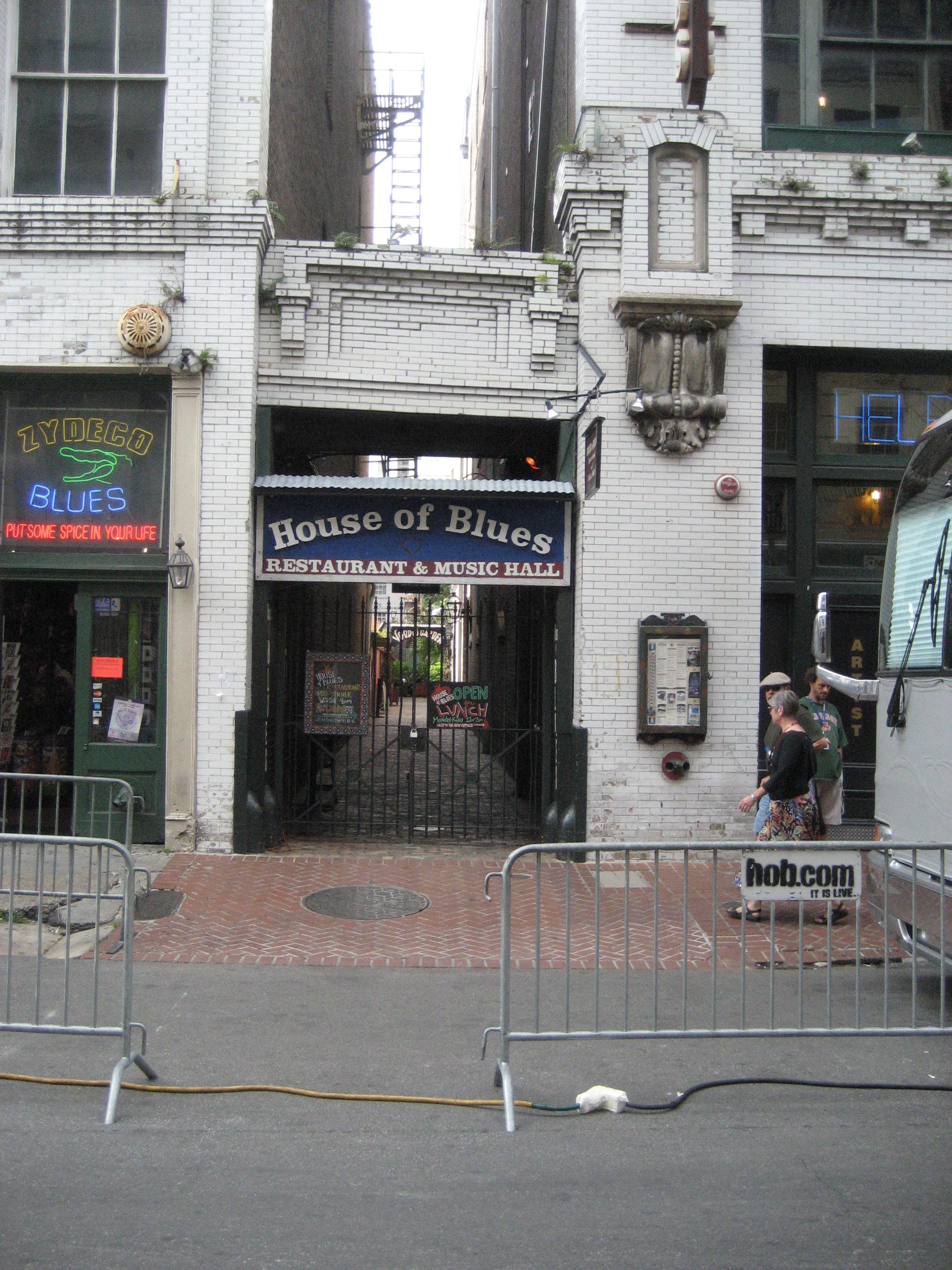
Entrée de la House of Blues dans le quartier français de La Nouvelle-Orléans.

| Ville               | Lieu                                   | Adresse                                                                                      | Année d'ouverture | Nombre de places |
| ------------------- | -------------------------------------- | -------------------------------------------------------------------------------------------- | ----------------- | ---------------- |
| Boston              | Kenmore Square                         | 15 Lansdowne St Boston, MA 02215                                                             | 2009              | 2 425            |
| Los Angeles         | Downtown Disney                        | 1530 Disneyland Dr Anaheim, CA 92802 (annonce de déménagement au Anaheim GardenWalk en 2016) | 2001              | 1 100            |
| La Nouvelle-Orléans | Quartier français                      | 225 Decatur St La Nouvelle-Orléans 70130                                                     | 1994              | 843              |
| Chicago             | Marina City                            | 329 N Dearborn St Chicago, Illinois, 60654                                                   | 1996              | 1 300            |
| Myrtle Beach        | Barefoot Landing                       | 4640 Hwy 17 S Myrtle Beach 29582                                                             | 1997              | 2 000            |
| Orlando             | Disney Springs                         | 1490 E Buena Vista Dr Lake Buena Vista, Floride 32830                                        | 1997              | 2 100            |
| Las Vegas           | Las Vegas Strip (dans le Mandalay Bay) | 3950 S Las Vegas Blvd Las Vegas, Nevada 89119                                                | 1999              | 2 000            |
| Cleveland           | Cleveland                              | 308 Euclid Ave Cleveland, Ohio 44114                                                         | 2004              | 1 200            |
| San Diego           | San Diego                              | 1055 5th Ave San Diego, Californie 92101                                                     | 2005              | 1 100            |
| Dallas              | Victory Park                           | 2200 N Lamar St Dallas, Texas 75202                                                          | 2007              | 1 650            |
| Houston             | Houston                                | 1204 Caroline St Houston, Texas 77002                                                        | 2008              | 1 500            |